# イモムシ

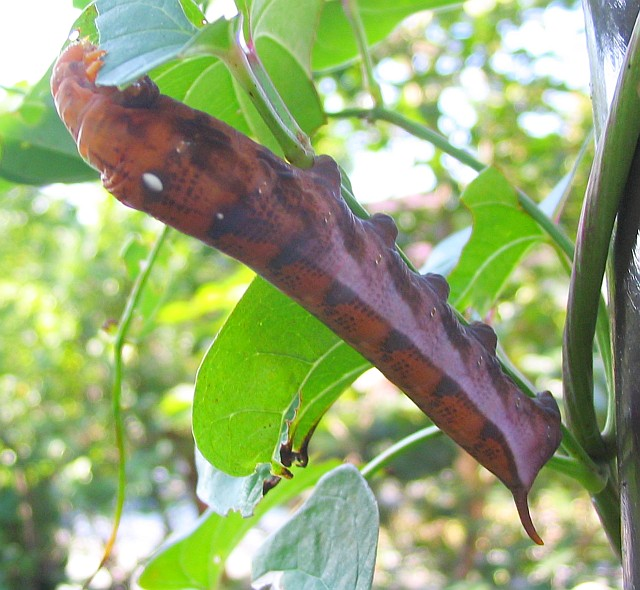
ヤマノイモの葉を食べるキイロスズメの幼虫

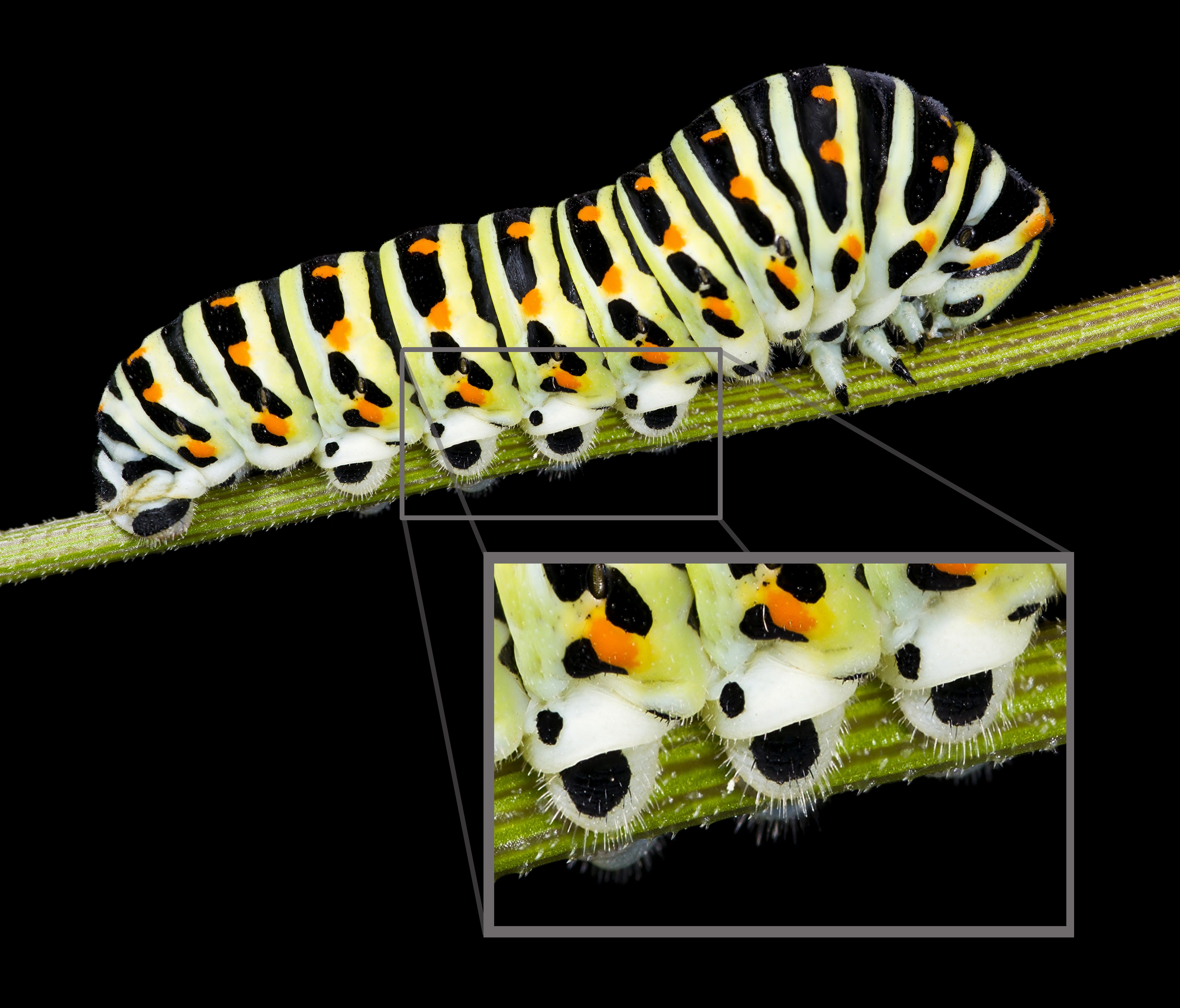
キアゲハの幼虫とその腹脚

イモムシ（芋虫）は、チョウやガの幼虫のうち、顕著な毛や棘が体表にないもの。円筒形の体を有し、腹部に腹脚を持つ。漢字で蜀とも書く。

## 語源・呼び名
元来はサトイモの葉につくセスジスズメやキイロスズメ、サツマイモの葉につくエビガラスズメなどの芋類の葉を食べるスズメガ科の幼虫を指す言葉である。イモのような風貌なのでイモムシというのではない。伝統的な日本人の食生活においてサトイモやサツマイモは穀物に次ぐ重要な主食作物であった。そのため、これらの葉を食害する巨大なスズメガ科の幼虫は、農村で農耕に携わる日本人がしばしば目にする昆虫であった。そのため、イモムシが毛の目立たないチョウやガの幼虫の代名詞として定着するに至ったと考えられる。
チョウ・ガの幼虫のうち、毛や棘で体が覆われているものはケムシ、体が緑色のもの（キャベツ等を食害するモンシロチョウの幼虫など）はアオムシ、ヨトウガ類の幼虫はヨトウムシ、イチモンジセセリ等の幼虫（イネの葉で巣を作りイネを食害する）はツトムシ、シャクガ科に属するガの幼虫はシャクトリムシ、枯れ葉や枯れ枝で体を覆うミノガの幼虫はミノムシ、絹糸の繭を作るカイコガの幼虫はカイコ（蚕）という。

## 特徴
イモムシと呼ばれるチョウ、ガ（まとめて鱗翅目）の幼虫は、普通、円筒形の体をしている。頭部は丸っぽく小さく、あごは下を向き、触角は短い。触角のそばに小さな単眼が約6個並んでいる。視力は非常に悪く、明暗の区別ができる程度である。胴体は胸部と腹部の区別なく続く。胸部の下面には3対の歩脚がある。歩脚は短い。腹部の下面には各体節ごとに一対の腹脚がある。腹脚は節がなく、短い円筒形で先端には爪が多数あって引っ掛かるようになっている。腹部は10節あり、最初の2節には腹脚がなく、その後の体節から4対、2節おいて最後の体節に一対の腹脚がある。腹部の側面には各体節に1対ずつの気門が並んでいる。足はほぼ体の下にあり、体の断面は円形に近い。
歩く時は体を波打つように動かす。多くのものは植食性で、葉をかじる。緑色か黒っぽい糞をする。糞は円筒形。口（下唇）から糸を出すものが多く、種類によって、蛹になる時に繭を作ったり、葉をつないで巣を作ったりする。
シャクトリムシは、シャクガ科の幼虫で、典型的なものは細長いイモムシであるが、体の中ほどの腹脚が退化している。そのため普通のイモムシのように全身を基物に沿わせるのではなく、体を伸ばし、胸部の歩脚で掴まると、後端の腹脚を離して胸部の足の後ろに引き寄せる、特殊な歩き方をする。シャクガ科以外にも、ヤガ科の一部などでシャクトリムシ型の幼虫が知られている。
ハチ目にはハバチという、幼虫が植食性の仲間があり、その幼虫もイモムシ型である。チョウ、ガの幼虫とは、腹部の体節全部に腹脚があることで見分けられる。ハバチの幼虫は体の後半部を丸めるものが多い。
鞘翅目（甲虫類）の幼虫は、腹脚が無い、頭部の外骨格が発達、主に地中や腐植ないし植物体内部で生活しており表皮は太陽光に耐える色素を欠く等の相違はあるが、概略としてはイモムシ状である。双翅目（ハエ目）の幼虫はイモムシに比べ小型でいわゆるウジや水中性のボウフラと呼ばれるが、外骨格や歩脚が発達しない棒状の体制はやはり似通っており、完全変態を行う昆虫の多くで幼虫期は共通してイモムシ形態をとることになる。
いずれにしてもイモムシ形態は総じて防御力も逃避能力も劣るのだが、完全変態性の昆虫は不完全変態性の種よりも後から出現し、種数で大きく優るようになった成功したグループである。昆虫があえて無防備なイモムシの幼虫、また蛹の時期を経るようになった理由は定かでないが、一つには固い外骨格や発達した歩脚を形成しないことで成長が早く、この点は特に気候が不安定・寒冷化した新生代以後に有利に働いたとも考えられる。

## 習性
イモムシは多くが植食性で、それぞれの種が、決まった範囲の植物を食べる。それぞれの種が餌とする植物を食草（しょくそう）と言う。親は普通、食草を探して、そこに産卵する。孵化してからは、その上で食べてさえいればよく、そのため移動能力が低い体つきをしていると思われがちだが、実際には、かなりの距離を移動するイモムシは少なくない。ヒョウモンチョウの仲間はスミレを食草にしており、これは小さくてすぐに食べ尽くすので、イモムシは自力で新しい株を探さなければならない。ヨトウムシ（ヨトウガおよび近縁種の幼虫）も、大発生して畑から畑へと移動することが知られる。これはいわゆる飛蝗と呼ばれるバッタに見られる相変異とほぼ同様の現象である。どちらかというとケムシの部類であるが、ヒトリガ科の幼虫には地表の様々な草本を摂食するものが多く知られており、地表をかなりの速度で移動してはそこに生えている植物を食べる行動を繰り返すものがよく見られる。
少数ながらも肉食性の種類も存在しており、例えばゴイシシジミはアリマキを捕食する。
イモムシには、鳥などの捕食者に対して防御の仕組みを持つものがある。アゲハチョウの仲間の幼虫は、頭部の後ろから伸縮性のある角状の突起を出し、同時に悪臭を放つ。マダラガ類の幼虫も背中から異臭のする液を出す。
実際に毒を持つものもある。マダラチョウ類は食草に有毒植物を選び、その体内に毒成分を蓄積する。
また、体の側面に黒と黄色や白の同心円の模様を持つものがある。これは眼状紋と言われ、鳥にとっては捕食者の眼を想像させるため、脅かす効果があるとも言われるが、よく分かっていない。しかし、実験室内でムクドリなどを用いた実験では、確かに眼状紋が鳥の忌避反応を引き起こす場合があることが示されているという報告もあり、実際に種によって刺激を受けるとこの模様を誇示する行動が見られるのは確かである。たとえば、アケビコノハの幼虫は真っ黒な体の側面に眼状紋を並べた細長いイモムシであるが、指でつついたりすると体の前半分を持ち上げて曲げ、そうすると目玉が2つ並んだ部分がひどくはっきり見える。また、スズメガの幼虫では、体の前の方に1対の眼状紋を持つものがあり、刺激すると、体をやや縮め、前半身を激しく左右に振る動作をする。この場合、体をやや縮めることで眼状紋がある部分が幅広くなり、マムシの頭を想像させるとも言われる。

## 目立つイモムシ

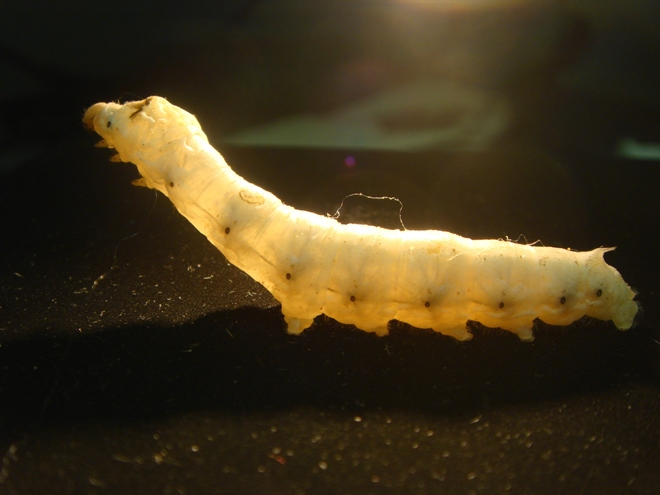
カイコ

人の生活に最も身近であったイモムシはカイコであろうが、養蚕業の衰退に伴い、最近は身近に目にする機会が少なくなっている。
モンシロチョウの幼虫は、キャベツなど、アブラナ科の植物を食べる。緑色をしており、アオムシとも呼ばれる。アゲハチョウの幼虫はミカン類の葉を食べる。若齢幼虫は小鳥の糞を連想させる黒と白に塗り分けられた体色を持ち、終齢幼虫になると緑色となる。この2つがよく教科書などに取り上げられるイモムシである。
道端などでよく目立つのは、体の後端の背中側に1本の角をもつ、スズメガ科の幼虫である。サツマイモ、サトイモ、ヘクソカズラなど、身近な植物にいろいろな種がおり、目にする機会が多い。
ヨトウムシ（夜盗虫）というのは、何種かのヨトウガ科の幼虫で、さまざまな野菜を食べる害虫として名高い。昼間は草の根もとの物陰に潜み、夜に出てきて野菜を荒らすのでこの名がある。